# Порховский район
По́рховский райо́н — административно-территориальная единица (район) и муниципальное образование (муниципальный район) на востоке Псковской области России.
Административный центр — город Порхов.

## География
Площадь 3190 км². Район граничит на севере с Струго-Красненским районом, на западе — с Псковским, на юго-западе — с Островским, на юге — с Новоржевским, на юго-востоке — с Дедовичским, на востоке — с Дновским районом, на северо-востоке — с Новгородской областью.
Основные реки — Шелонь с 33 притоками и Черёха с 25 притоками.

## История
Район образован 1 августа 1927 года в составе Ленинградской области, с 23 августа 1944 года — в составе новообразованной Псковской области. В октябре 1959 года в состав Порховского района были переданы упразднённые Славковский район и южная часть упразднённого Павского района.

## Население
| 1959    | 1970    | 1979    | 1989    | 2002    | 2009    | 2010    | 2011    | 2012    |
| ------- | ------- | ------- | ------- | ------- | ------- | ------- | ------- | ------- |
| 53 009  | ↘43 483 | ↘37 733 | ↘34 541 | ↘28 470 | ↘25 036 | ↘21 568 | ↘21 478 | ↘20 830 |
| 2013    | 2014    | 2015    | 2016    | 2017    | 2018    | 2019    | 2020    | 2021    |
| ↘20 055 | ↘19 399 | ↘18 896 | ↘18 470 | ↘17 939 | ↘17 428 | ↘16 947 | ↘16 563 | ↘15 536 |

По состоянию на 1 января 2021 года из 15536 жителей района в городских условиях (в городе Порхов) проживают 47,05 % населения района (или 7309 человек), в сельских — 52,95 % или 8227 человек.
По данным переписи населения 2010 года численность населения района составляла 21 568 человек, в том числе 10 608 городских жителей (49,18 % от общего населения) и 10 960 сельских жителей (50,82 %).
Национальный состав
По итогам переписи населения 2020 года проживали следующие национальности (национальности менее 0,1 % и другое, см. в сноске к строке «Другие»):
| Национальность | Численность, чел. | Доля     |
| -------------- | ----------------- | -------- |
| Русские        | 13 817            | 88,94 %  |
| Цыгане         | 141               | 0,91 %   |
| Украинцы       | 63                | 0,41 %   |
| Азербайджанцы  | 55                | 0,35 %   |
| Белорусы       | 36                | 0,23 %   |
| Армяне         | 17                | 0,11 %   |
| Другие         | 1407              | 9,05 %   |
| Итого          | 15 536            | 100,00 % |

## Населённые пункты
По переписи 2002 года в районе насчитывалось всего 572 сельских населённых пункта, из которых по переписи 2002 года в 65 деревнях население отсутствовало, в 140 деревнях и сёлах жило от 1 до 5 человек, в 111 — от 6 до 10 человек, в 148 — от 11 до 25 человек, в 59 — от 26 до 50 человек, в 26 — от 51 до 100 человек, в 11 — от 101 до 200 человек, 6 — от 201 до 500 человек, в 4 — от 501 до 1000 человек, в 2 — от 1000 до 2000 человек.
По переписи 2010 года на территории района было расположено 559 сельских населённых пунктов, из которых в 122 деревнях население отсутствовало, в 186 деревнях жило от 1 до 5 человек, в 101 — от 6 до 10 человек, в 91 — от 11 до 25 человек, в 31 — от 26 до 50 человек, в 12 — от 51 до 100 человек, в 6 — от 101 до 200 человек, 7 — от 201 до 500 человек, в 2 — от 501 до 1000 человек и лишь в одном сельском населённом пункте (д. Полоное) — от 1000 до 2000 человек.
В Порховском районе 560 населённых пунктов:
| №   | Населённый пункт  | Тип     | Население                                                                                  | Муниципальное образование |
| --- | ----------------- | ------- | ------------------------------------------------------------------------------------------ | ------------------------- |
| 1   | Авчух             | деревня | ↘11                                                                                        | Славковская волость       |
| 2   | Адамово           | деревня | ↘7                                                                                         | Славковская волость       |
| 3   | Ажово             | деревня | ↘4                                                                                         | Славковская волость       |
| 4   | Александровка     | деревня | ↘1                                                                                         | Полонская волость         |
| 5   | Александровка     | деревня | →0                                                                                         | Полонская волость         |
| 6   | Александрово      | деревня | ↘43                                                                                        | Полонская волость         |
| 7   | Алёнино-Захонье   | деревня | ↘12                                                                                        | Полонская волость         |
| 8   | Амосово           | деревня | ↘8                                                                                         | Славковская волость       |
| 9   | Арбузова Щилинка  | деревня | ↘149                                                                                       | Полонская волость         |
| 10  | Бараново          | деревня | ↘3                                                                                         | Полонская волость         |
| 11  | Барахоловка       | деревня | ↘0                                                                                         | Славковская волость       |
| 12  | Барашково         | деревня | ↘0                                                                                         | Славковская волость       |
| 13  | Батино            | деревня | ↘5                                                                                         | Дубровенская волость      |
| 14  | Бахуни            | деревня | ↘3                                                                                         | Дубровенская волость      |
| 15  | Бдюхи             | деревня | ↘5                                                                                         | Славковская волость       |
| 16  | Беклешово         | деревня | ↘2                                                                                         | Славковская волость       |
| 17  | Бельково          | деревня | ↘0                                                                                         | Полонская волость         |
| 18  | Бельское Устье    | деревня | ↘218                                                                                       | Полонская волость         |
| 19  | Бердово           | деревня | ↘9                                                                                         | Славковская волость       |
| 20  | Берёза            | деревня | ↘95                                                                                        | Дубровенская волость      |
| 21  | Березино          | деревня | →3                                                                                         | Славковская волость       |
| 22  | Берёзка           | деревня | ↘21                                                                                        | Полонская волость         |
| 23  | Березня           | деревня | →1                                                                                         | Дубровенская волость      |
| 24  | Бляницы           | деревня | ↗13                                                                                        | Дубровенская волость      |
| 25  | Болоты            | деревня | ↘13                                                                                        | Славковская волость       |
| 26  | Большая Горушка   | деревня | ↘9                                                                                         | Славковская волость       |
| 27  | Большая Каменка   | деревня | ↘3                                                                                         | Славковская волость       |
| 28  | Большая Яровня    | деревня | ↘12                                                                                        | Полонская волость         |
| 29  | Большие Заходы    | деревня | ↘0                                                                                         | Славковская волость       |
| 30  | Большие Липки     | деревня | ↘19                                                                                        | Полонская волость         |
| 31  | Большие Луки      | деревня | ↘2                                                                                         | Полонская волость         |
| 32  | Большие Павицы    | деревня | ↘4                                                                                         | Дубровенская волость      |
| 33  | Большие Пети      | деревня | ↘17                                                                                        | Славковская волость       |
| 34  | Большое Заборовье | деревня | ↘3                                                                                         | Славковская волость       |
| 35  | Большое Петрово   | деревня | ↘5                                                                                         | Славковская волость       |
| 36  | Большой Волочек   | деревня | ↘11                                                                                        | Славковская волость       |
| 37  | Бор               | деревня | ↘3                                                                                         | Дубровенская волость      |
| 38  | Борзилец          | деревня | ↘0                                                                                         | Дубровенская волость      |
| 39  | Борисово          | деревня | →0                                                                                         | Славковская волость       |
| 40  | Борисы            | деревня | ↘0                                                                                         | Славковская волость       |
| 41  | Борки             | деревня | ↘8                                                                                         | Дубровенская волость      |
| 42  | Боркино           | деревня | ↘0                                                                                         | Дубровенская волость      |
| 43  | Боровики          | деревня | ↘7                                                                                         | Славковская волость       |
| 44  | Боровичи          | деревня | ↘240                                                                                       | Дубровенская волость      |
| 45  | Боровичи          | деревня | ↗6                                                                                         | Славковская волость       |
| 46  | Борок             | деревня | ↘2                                                                                         | Славковская волость       |
| 47  | Борок             | деревня | ↘4                                                                                         | Полонская волость         |
| 48  | Борок             | деревня | ↘0                                                                                         | Дубровенская волость      |
| 49  | Борок             | деревня | ↘15                                                                                        | Славковская волость       |
| 50  | Бортниково        | деревня | ↘5                                                                                         | Полонская волость         |
| 51  | Бочкино           | деревня | ↘2                                                                                         | Славковская волость       |
| 52  | Бродовичи         | деревня | ↘91                                                                                        | Славковская волость       |
| 53  | Брудово           | деревня | ↘5                                                                                         | Славковская волость       |
| 54  | Бубнево 1-е       | деревня | ↘3                                                                                         | Славковская волость       |
| 55  | Бубнево 2-е       | деревня | →0                                                                                         | Славковская волость       |
| 56  | Булавино          | деревня | →0                                                                                         | Дубровенская волость      |
| 57  | Буриско           | деревня | ↘3                                                                                         | Полонская волость         |
| 58  | Бухары            | деревня | ↘4                                                                                         | Славковская волость       |
| 59  | Быково            | деревня | ↘0                                                                                         | Славковская волость       |
| 60  | Быстро            | деревня | ↘17                                                                                        | Полонская волость         |
| 61  | Валуни            | деревня | ↘0                                                                                         | Дубровенская волость      |
| 62  | Векшено           | деревня | ↘4                                                                                         | Славковская волость       |
| 63  | Великое Село      | деревня | ↘4                                                                                         | Полонская волость         |
| 64  | Великуши          | деревня | ↘10                                                                                        | Полонская волость         |
| 65  | Вельяк            | деревня | ↘3                                                                                         | Полонская волость         |
| 66  | Веретени          | деревня | ↘5                                                                                         | Славковская волость       |
| 67  | Веретье           | деревня | ↘7                                                                                         | Дубровенская волость      |
| 68  | Веретье           | деревня | →5                                                                                         | Полонская волость         |
| 69  | Веретье           | деревня | ↘3                                                                                         | Дубровенская волость      |
| 70  | Веретье           | деревня | ↘11                                                                                        | Славковская волость       |
| 71  | Верхние Горки     | деревня | ↘16                                                                                        | Дубровенская волость      |
| 72  | Верхний Мост      | деревня | ↘432                                                                                       | Славковская волость       |
| 73  | Веснино           | деревня | ↘4                                                                                         | Славковская волость       |
| 74  | Ветошки           | деревня | →0                                                                                         | Дубровенская волость      |
| 75  | Вир               | деревня | ↘1                                                                                         | Дубровенская волость      |
| 76  | Волышево          | деревня | ↘381                                                                                       | Полонская волость         |
| 77  | Вольная Болотня   | деревня | ↘15                                                                                        | Дубровенская волость      |
| 78  | Воробино          | деревня | ↘29                                                                                        | Дубровенская волость      |
| 79  | Воробьёво         | деревня | ↘2                                                                                         | Славковская волость       |
| 80  | Воробьёво         | деревня | →0                                                                                         | Славковская волость       |
| 81  | Воронцово         | деревня | ↘0                                                                                         | Полонская волость         |
| 82  | Воротницы         | деревня | ↘10                                                                                        | Полонская волость         |
| 83  | Вошково           | деревня | ↘9                                                                                         | Дубровенская волость      |
| 84  | Высоцко           | деревня | ↘4                                                                                         | Дубровенская волость      |
| 85  | Выставка          | деревня | ↘6                                                                                         | Славковская волость       |
| 86  | Вышино            | деревня | ↘1                                                                                         | Славковская волость       |
| 87  | Вязищи            | деревня | ↘11                                                                                        | Дубровенская волость      |
| 88  | Вязки             | деревня | ↘22                                                                                        | Дубровенская волость      |
| 89  | Вязье             | деревня | ↘1                                                                                         | Дубровенская волость      |
| 90  | Вячок             | деревня | →0                                                                                         | Славковская волость       |
| 91  | Гальчиха          | деревня | ↘5                                                                                         | Славковская волость       |
| 92  | Гахново           | деревня | ↘0                                                                                         | Славковская волость       |
| 93  | Гверстно          | деревня | ↘12                                                                                        | Славковская волость       |
| 94  | Гвоздно           | деревня | ↘6                                                                                         | Славковская волость       |
| 95  | Глухой Погост     | деревня | ↘0                                                                                         | Славковская волость       |
| 96  | Гнилицы           | деревня | ↘18                                                                                        | Дубровенская волость      |
| 97  | Гнилицы           | деревня | ↘2                                                                                         | Славковская волость       |
| 98  | Гнилки            | деревня | ↘2                                                                                         | Дубровенская волость      |
| 99  | Гойкино           | деревня | ↘9                                                                                         | Полонская волость         |
| 100 | Голованы          | деревня | →0                                                                                         | Славковская волость       |
| 101 | Головицы          | деревня | ↘21                                                                                        | Дубровенская волость      |
| 102 | Голово            | деревня | ↘3                                                                                         | Полонская волость         |
| 103 | Голубево          | деревня | →4                                                                                         | Славковская волость       |
| 104 | Голубеницы        | деревня | →0                                                                                         | Славковская волость       |
| 105 | Гора              | деревня | ↘75                                                                                        | Славковская волость       |
| 106 | Гордеево          | деревня | ↘0                                                                                         | Славковская волость       |
| 107 | Горелицы          | деревня | ↗8                                                                                         | Полонская волость         |
| 108 | Горки             | деревня | →0                                                                                         | Полонская волость         |
| 109 | Горная Яровня     | деревня | ↘13                                                                                        | Полонская волость         |
| 110 | Гороватка         | деревня | →0                                                                                         | Славковская волость       |
| 111 | Городок           | деревня | ↘10                                                                                        | Дубровенская волость      |
| 112 | Городок           | деревня | ↘3                                                                                         | Полонская волость         |
| 113 | Горомулино        | деревня | ↘1                                                                                         | Полонская волость         |
| 114 | Горушка           | деревня | →2                                                                                         | Полонская волость         |
| 115 | Горушка           | деревня |                                                                                            | Славковская волость       |
| 116 | Горшаны           | деревня | ↘27                                                                                        | Славковская волость       |
| 117 | Горяче-Быстро     | деревня | ↘1                                                                                         | Славковская волость       |
| 118 | Гостено           | деревня | ↘0                                                                                         | Славковская волость       |
| 119 | Готовино          | деревня | ↘40                                                                                        | Дубровенская волость      |
| 120 | Гречушанка        | деревня | ↘0                                                                                         | Полонская волость         |
| 121 | Гридино           | деревня | ↘19                                                                                        | Дубровенская волость      |
| 122 | Губышино          | деревня | ↘3                                                                                         | Дубровенская волость      |
| 123 | Гудово            | деревня | ↘2                                                                                         | Славковская волость       |
| 124 | Гузилово          | деревня | ↘3                                                                                         | Полонская волость         |
| 125 | Гусли             | деревня | ↘1                                                                                         | Дубровенская волость      |
| 126 | Гучено            | деревня | ↘10                                                                                        | Полонская волость         |
| 127 | Данилкино         | деревня | ↘1                                                                                         | Славковская волость       |
| 128 | Данилово          | деревня | ↘0                                                                                         | Дубровенская волость      |
| 129 | Дворище           | деревня | ↘2                                                                                         | Полонская волость         |
| 130 | Девонисово        | деревня | ↘0                                                                                         | Славковская волость       |
| 131 | Деменино          | деревня | ↘12                                                                                        | Славковская волость       |
| 132 | Демешкино         | деревня | ↘10                                                                                        | Дубровенская волость      |
| 133 | Демьяново         | деревня | ↘8                                                                                         | Полонская волость         |
| 134 | Демянка           | деревня | ↘14                                                                                        | Дубровенская волость      |
| 135 | Демяхово          | деревня | →8                                                                                         | Славковская волость       |
| 136 | Деревково         | деревня | ↘39                                                                                        | Дубровенская волость      |
| 137 | Детково           | деревня | ↗11                                                                                        | Славковская волость       |
| 138 | Деяшково          | деревня | ↘8                                                                                         | Славковская волость       |
| 139 | Доброе Поле       | деревня | ↘5                                                                                         | Славковская волость       |
| 140 | Докатово          | деревня | ↘5                                                                                         | Славковская волость       |
| 141 | Долганы           | деревня | ↘10                                                                                        | Славковская волость       |
| 142 | Долгое Поле       | деревня | ↘0                                                                                         | Полонская волость         |
| 143 | Должицы           | деревня | ↗8                                                                                         | Дубровенская волость      |
| 144 | Дорогини          | деревня | ↘15                                                                                        | Полонская волость         |
| 145 | Дрязженка         | деревня | ↘7                                                                                         | Дубровенская волость      |
| 146 | Дубня             | деревня | ↘13                                                                                        | Славковская волость       |
| 147 | Дубровно          | деревня | ↘117                                                                                       | Дубровенская волость      |
| 148 | Дуброво           | деревня | ↘8                                                                                         | Дубровенская волость      |
| 149 | Дубско            | деревня | ↘3                                                                                         | Славковская волость       |
| 150 | Дубье             | деревня | ↘0                                                                                         | Славковская волость       |
| 151 | Дымово            | деревня | ↘2                                                                                         | Славковская волость       |
| 152 | Дятелицы          | деревня | ↘1                                                                                         | Славковская волость       |
| 153 | Дятлово           | деревня | ↘1                                                                                         | Славковская волость       |
| 154 | Евановичи         | деревня | ↘3                                                                                         | Полонская волость         |
| 155 | Елицы             | деревня | ↗5                                                                                         | Славковская волость       |
| 156 | Епимахово         | деревня | →1                                                                                         | Славковская волость       |
| 157 | Жаборы            | деревня | ↗46                                                                                        | Славковская волость       |
| 158 | Жарки             | деревня | →10                                                                                        | Полонская волость         |
| 159 | Жателы            | деревня | ↘9                                                                                         | Славковская волость       |
| 160 | Жгилёво           | деревня | ↘16                                                                                        | Славковская волость       |
| 161 | Жегово            | деревня | →0                                                                                         | Славковская волость       |
| 162 | Желавкино         | деревня | ↗2                                                                                         | Славковская волость       |
| 163 | Железная Гора     | деревня | ↘1                                                                                         | Славковская волость       |
| 164 | Железно           | деревня | ↘6                                                                                         | Славковская волость       |
| 165 | Желны             | деревня | ↘3                                                                                         | Славковская волость       |
| 166 | Жидовичи          | деревня | ↘0                                                                                         | Полонская волость         |
| 167 | Житово            | деревня | ↗9                                                                                         | Дубровенская волость      |
| 168 | Заболотье         | деревня | ↘8                                                                                         | Дубровенская волость      |
| 169 | Заборечье         | деревня | ↘0                                                                                         | Славковская волость       |
| 170 | Заборовье         | деревня | ↗6                                                                                         | Дубровенская волость      |
| 171 | Заборовье         | деревня | ↘8                                                                                         | Славковская волость       |
| 172 | Завичье           | деревня | →0                                                                                         | Дубровенская волость      |
| 173 | Загорье           | деревня | ↘14                                                                                        | Славковская волость       |
| 174 | Загоска           | деревня | ↘67                                                                                        | Дубровенская волость      |
| 175 | Загрязье          | деревня | ↘0                                                                                         | Славковская волость       |
| 176 | Загубниково       | деревня | ↘2                                                                                         | Славковская волость       |
| 177 | Заклинье          | деревня | →2                                                                                         | Дубровенская волость      |
| 178 | Заколенье         | деревня | ↘14                                                                                        | Дубровенская волость      |
| 179 | Залужье           | деревня | ↘39                                                                                        | Полонская волость         |
| 180 | Залужье           | деревня | ↘12                                                                                        | Дубровенская волость      |
| 181 | Замогилье         | деревня | ↘18                                                                                        | Дубровенская волость      |
| 182 | Замосовье         | деревня | →0                                                                                         | Полонская волость         |
| 183 | Замошки-1         | деревня | →0                                                                                         | Дубровенская волость      |
| 184 | Замошки-2         | деревня | ↘9                                                                                         | Дубровенская волость      |
| 185 | Замошье           | деревня | ↘1                                                                                         | Славковская волость       |
| 186 | Замушки           | деревня | ↘19                                                                                        | Дубровенская волость      |
| 187 | Замушки           | деревня | ↘0                                                                                         | Полонская волость         |
| 188 | Замушки           | деревня | ↘19                                                                                        | Дубровенская волость      |
| 189 | Замушки-1         | деревня | ↘0                                                                                         | Дубровенская волость      |
| 190 | Замушки-2         | деревня | ↘0                                                                                         | Дубровенская волость      |
| 191 | Заозерье          | деревня | ↘12                                                                                        | Славковская волость       |
| 192 | Заольшаг          | деревня | ↘32                                                                                        | Славковская волость       |
| 193 | Запоженье         | деревня | ↘2                                                                                         | Славковская волость       |
| 194 | Заполье           | деревня | ↘0                                                                                         | Дубровенская волость      |
| 195 | Заполье           | деревня | ↘2                                                                                         | Полонская волость         |
| 196 | Заполье           | деревня | ↘7                                                                                         | Славковская волость       |
| 197 | Заполье Косицкое  | деревня | ↘4                                                                                         | Дубровенская волость      |
| 198 | Заполье Речное    | деревня | →13                                                                                        | Дубровенская волость      |
| 199 | Заполянье         | деревня | ↗20                                                                                        | Полонская волость         |
| 200 | Заречье           | деревня | ↘22                                                                                        | Дубровенская волость      |
| 201 | Заречье           | деревня | ↘7                                                                                         | Дубровенская волость      |
| 202 | Заречье           | деревня | ↘5                                                                                         | Славковская волость       |
| 203 | Заручевье         | деревня | →3                                                                                         | Славковская волость       |
| 204 | Застружье         | деревня | ↘10                                                                                        | Славковская волость       |
| 205 | Затишье           | деревня | →5                                                                                         | Полонская волость         |
| 206 | Захарево          | деревня | ↘0                                                                                         | Полонская волость         |
| 207 | Заходы            | деревня | ↘4                                                                                         | Дубровенская волость      |
| 208 | Заходы            | деревня | ↘0                                                                                         | Полонская волость         |
| 209 | Заходы            | деревня | ↘0                                                                                         | Дубровенская волость      |
| 210 | Зачеренье         | деревня | ↘25                                                                                        | Дубровенская волость      |
| 211 | Зеленино          | деревня | ↘0                                                                                         | Славковская волость       |
| 212 | Зеленково         | деревня | ↘2                                                                                         | Полонская волость         |
| 213 | Злятино           | деревня | ↘5                                                                                         | Дубровенская волость      |
| 214 | Золотухино        | деревня | →0                                                                                         | Славковская волость       |
| 215 | Зори              | деревня | ↘1                                                                                         | Славковская волость       |
| 216 | Иваньково         | деревня | ↘11                                                                                        | Дубровенская волость      |
| 217 | Ильино            | деревня | ↗10                                                                                        | Полонская волость         |
| 218 | Ильинско          | деревня | ↘1                                                                                         | Славковская волость       |
| 219 | Индеево           | деревня | ↘4                                                                                         | Славковская волость       |
| 220 | Исаково           | деревня | ↘3                                                                                         | Полонская волость         |
| 221 | Кадовщина         | деревня | ↘3                                                                                         | Славковская волость       |
| 222 | Калиницы          | деревня | ↘1                                                                                         | Славковская волость       |
| 223 | Калиновец         | деревня | ↘0                                                                                         | Дубровенская волость      |
| 224 | Каменка           | деревня | →0                                                                                         | Полонская волость         |
| 225 | Каменка           | деревня | ↗5                                                                                         | Славковская волость       |
| 226 | Каменка           | деревня | ↘0                                                                                         | Славковская волость       |
| 227 | Капустино         | деревня | ↘5                                                                                         | Славковская волость       |
| 228 | Карачуницы        | деревня | ↘10                                                                                        | Полонская волость         |
| 229 | Карпино           | деревня | ↘10                                                                                        | Славковская волость       |
| 230 | Картошино         | деревня | ↘7                                                                                         | Славковская волость       |
| 231 | Качалово-Каменка  | деревня | ↘3                                                                                         | Полонская волость         |
| 232 | Качурицы          | деревня | ↘12                                                                                        | Полонская волость         |
| 233 | Кашанки           | деревня | →0                                                                                         | Славковская волость       |
| 234 | Кашено            | деревня | →0                                                                                         | Славковская волость       |
| 235 | Киевец            | деревня | ↘0                                                                                         | Дубровенская волость      |
| 236 | Киевка            | деревня | ↘12                                                                                        | Полонская волость         |
| 237 | Кириллово         | деревня | ↘8                                                                                         | Славковская волость       |
| 238 | Климово           | деревня | ↘8                                                                                         | Славковская волость       |
| 239 | Клин              | деревня | ↘9                                                                                         | Славковская волость       |
| 240 | Клубово           | деревня | ↘14                                                                                        | Славковская волость       |
| 241 | Козибор           | деревня | ↘18                                                                                        | Славковская волость       |
| 242 | Козловичи Верхние | деревня | ↘3                                                                                         | Дубровенская волость      |
| 243 | Козловичи Нижние  | деревня | ↘4                                                                                         | Дубровенская волость      |
| 244 | Козловичи Средние | деревня | ↗3                                                                                         | Дубровенская волость      |
| 245 | Козлово           | деревня | →10                                                                                        | Дубровенская волость      |
| 246 | Козоногово        | деревня | ↘0                                                                                         | Полонская волость         |
| 247 | Козьян            | деревня | ↘0                                                                                         | Дубровенская волость      |
| 248 | Коковкино         | деревня | ↘0                                                                                         | Полонская волость         |
| 249 | Кокорево          | деревня | ↗7                                                                                         | Дубровенская волость      |
| 250 | Колода            | деревня | ↘0                                                                                         | Полонская волость         |
| 251 | Коломенка         | деревня | ↘0                                                                                         | Дубровенская волость      |
| 252 | Коломно           | деревня | ↘40                                                                                        | Дубровенская волость      |
| 253 | Колотилово        | деревня | ↘0                                                                                         | Дубровенская волость      |
| 254 | Комарово          | деревня | ↘1                                                                                         | Славковская волость       |
| 255 | Кондратово        | деревня | ↘9                                                                                         | Славковская волость       |
| 256 | Копыловка         | деревня | ↘10                                                                                        | Славковская волость       |
| 257 | Корж              | деревня | ↘35                                                                                        | Славковская волость       |
| 258 | Корсино           | деревня | →0                                                                                         | Славковская волость       |
| 259 | Корчилово         | деревня | ↘5                                                                                         | Дубровенская волость      |
| 260 | Косыгина Гора     | деревня | ↘4                                                                                         | Славковская волость       |
| 261 | Кракотино         | деревня | ↘2                                                                                         | Славковская волость       |
| 262 | Красики           | деревня | ↘6                                                                                         | Славковская волость       |
| 263 | Красная Горка     | деревня | →3                                                                                         | Полонская волость         |
| 264 | Краснодубье       | деревня | ↘14                                                                                        | Дубровенская волость      |
| 265 | Красное Сосонье   | деревня | ↘1                                                                                         | Славковская волость       |
| 266 | Красный Бор       | деревня | ↘13                                                                                        | Полонская волость         |
| 267 | Крекшино          | деревня | ↘10                                                                                        | Славковская волость       |
| 268 | Кривоселково      | деревня | ↘2                                                                                         | Славковская волость       |
| 269 | Кривоселово       | деревня | ↘15                                                                                        | Славковская волость       |
| 270 | Кротово           | деревня | ↘6                                                                                         | Славковская волость       |
| 271 | Крутец            | деревня | ↘1                                                                                         | Славковская волость       |
| 272 | Крюково           | деревня | ↘22                                                                                        | Славковская волость       |
| 273 | Крючки            | деревня | →1                                                                                         | Славковская волость       |
| 274 | Кувекалицы        | деревня | ↘0                                                                                         | Славковская волость       |
| 275 | Кузнецы           | деревня | ↘6                                                                                         | Славковская волость       |
| 276 | Кузово            | деревня | ↘23                                                                                        | Дубровенская волость      |
| 277 | Курцево           | деревня | ↘0                                                                                         | Славковская волость       |
| 278 | Кустерско         | деревня | →0                                                                                         | Дубровенская волость      |
| 279 | Кшоты             | деревня | ↘0                                                                                         | Полонская волость         |
| 280 | Лабухино          | деревня | →0                                                                                         | Славковская волость       |
| 281 | Лаврово           | деревня | ↘3                                                                                         | Славковская волость       |
| 282 | Ладово            | деревня | ↘7                                                                                         | Славковская волость       |
| 283 | Ладыгино          | деревня | ↘1                                                                                         | Славковская волость       |
| 284 | Лаз               | деревня | →0                                                                                         | Дубровенская волость      |
| 285 | Лашково           | деревня | ↘3                                                                                         | Славковская волость       |
| 286 | Лашково           | деревня | ↘0                                                                                         | Славковская волость       |
| 287 | Лентьево          | деревня | ↘9                                                                                         | Дубровенская волость      |
| 288 | Летохино          | деревня | ↘0                                                                                         | Полонская волость         |
| 289 | Липотяги          | деревня | ↗2                                                                                         | Полонская волость         |
| 290 | Лисье             | деревня | ↘2                                                                                         | Полонская волость         |
| 291 | Лог               | деревня | ↘3                                                                                         | Славковская волость       |
| 292 | Логовино          | деревня | ↘325                                                                                       | Полонская волость         |
| 293 | Ломы              | деревня | ↘3                                                                                         | Славковская волость       |
| 294 | Ломы-Отделение    | деревня | ↘0                                                                                         | Славковская волость       |
| 295 | Луг               | деревня | ↘26                                                                                        | Славковская волость       |
| 296 | Лужок             | деревня | ↘2                                                                                         | Славковская волость       |
| 297 | Лукино            | деревня | ↘2                                                                                         | Славковская волость       |
| 298 | Лунёво            | деревня | ↘2                                                                                         | Славковская волость       |
| 299 | Лутково           | деревня | ↘17                                                                                        | Полонская волость         |
| 300 | Любасницы         | деревня | ↘1                                                                                         | Полонская волость         |
| 301 | Любовец           | деревня | ↗56                                                                                        | Дубровенская волость      |
| 302 | Любоежа           | деревня | ↘0                                                                                         | Полонская волость         |
| 303 | Лютовичи          | деревня | ↘0                                                                                         | Дубровенская волость      |
| 304 | Лютоголово        | деревня | ↘8                                                                                         | Дубровенская волость      |
| 305 | Лютые Болоты      | деревня | ↘164                                                                                       | Славковская волость       |
| 306 | Лягушица          | деревня | ↗2                                                                                         | Славковская волость       |
| 307 | Лядно             | деревня | ↘5                                                                                         | Славковская волость       |
| 308 | Максаков Бор      | деревня | ↘49                                                                                        | Полонская волость         |
| 309 | Малаховка         | деревня | ↘9                                                                                         | Дубровенская волость      |
| 310 | Малая Горушка     | деревня | →2                                                                                         | Славковская волость       |
| 311 | Малая Каменка     | деревня | ↘6                                                                                         | Дубровенская волость      |
| 312 | Малая Каменка     | деревня | ↘2                                                                                         | Славковская волость       |
| 313 | Малая Махновочка  | деревня | →0                                                                                         | Славковская волость       |
| 314 | Малая Радунка     | деревня | →0                                                                                         | Славковская волость       |
| 315 | Малая Яровня      | деревня | ↘2                                                                                         | Полонская волость         |
| 316 | Малитино          | деревня | ↘12                                                                                        | Полонская волость         |
| 317 | Малое Заборовье   | деревня | ↘2                                                                                         | Славковская волость       |
| 318 | Малые Заходы      | деревня | ↘2                                                                                         | Славковская волость       |
| 319 | Малые Липки       | деревня | ↘3                                                                                         | Полонская волость         |
| 320 | Малые Павицы      | деревня | ↘3                                                                                         | Дубровенская волость      |
| 321 | Малые Пети        | деревня | ↘6                                                                                         | Славковская волость       |
| 322 | Малый Бельск      | деревня | ↘0                                                                                         | Славковская волость       |
| 323 | Малый Волочек     | деревня | ↘4                                                                                         | Славковская волость       |
| 324 | Малый Низ         | деревня | ↘2                                                                                         | Славковская волость       |
| 325 | Мануйлово         | деревня | ↘5                                                                                         | Дубровенская волость      |
| 326 | Махновка          | деревня | ↘36                                                                                        | Славковская волость       |
| 327 | Мачково           | деревня | ↘10                                                                                        | Славковская волость       |
| 328 | Медведица         | деревня | ↘5                                                                                         | Славковская волость       |
| 329 | Межник            | деревня | ↘3                                                                                         | Славковская волость       |
| 330 | Мельница          | деревня | →0                                                                                         | Славковская волость       |
| 331 | Мехи              | деревня | ↘1                                                                                         | Полонская волость         |
| 332 | Мигуново          | деревня | ↘15                                                                                        | Славковская волость       |
| 333 | Мироново          | деревня | ↘0                                                                                         | Славковская волость       |
| 334 | Михалкино         | деревня | ↘3                                                                                         | Славковская волость       |
| 335 | Мишкино           | деревня | ↘9                                                                                         | Славковская волость       |
| 336 | Могилево          | деревня | ↘30                                                                                        | Полонская волость         |
| 337 | Мокрицы           | деревня | ↗12                                                                                        | Дубровенская волость      |
| 338 | Молоди            | деревня | ↘6                                                                                         | Полонская волость         |
| 339 | Молодошково       | деревня | ↘5                                                                                         | Полонская волость         |
| 340 | Молонец           | деревня | ↘9                                                                                         | Славковская волость       |
| 341 | Молочище          | деревня | ↘22                                                                                        | Славковская волость       |
| 342 | Моньшино          | деревня | ↘22                                                                                        | Славковская волость       |
| 343 | Моржовино         | деревня | →0                                                                                         | Полонская волость         |
| 344 | Морицко           | деревня | ↘17                                                                                        | Дубровенская волость      |
| 345 | Москва            | деревня | ↘8                                                                                         | Славковская волость       |
| 346 | Мошки             | деревня | ↘3                                                                                         | Славковская волость       |
| 347 | Муксино           | деревня | ↘3                                                                                         | Славковская волость       |
| 348 | Мурашкино         | деревня | →0                                                                                         | Славковская волость       |
| 349 | Мышино            | деревня | ↘1                                                                                         | Славковская волость       |
| 350 | Нароново          | деревня | →0                                                                                         | Славковская волость       |
| 351 | Невадино          | деревня | ↘6                                                                                         | Дубровенская волость      |
| 352 | Недажино          | деревня | →0                                                                                         | Полонская волость         |
| 353 | Нестрино          | деревня | ↘100                                                                                       | Полонская волость         |
| 354 | Нижние Горки      | деревня | ↘15                                                                                        | Дубровенская волость      |
| 355 | Никулино          | деревня | ↘2                                                                                         | Славковская волость       |
| 356 | Новая Болотня     | деревня | ↗2                                                                                         | Дубровенская волость      |
| 357 | Новая Каменка     | деревня | ↘2                                                                                         | Полонская волость         |
| 358 | Новая Нива        | деревня | ↘6                                                                                         | Славковская волость       |
| 359 | Новая Подгорша    | деревня | ↘4                                                                                         | Славковская волость       |
| 360 | Новожилы          | деревня | ↘0                                                                                         | Славковская волость       |
| 361 | Ново-Петровское   | деревня | ↘1                                                                                         | Полонская волость         |
| 362 | Новые Буриги      | деревня | ↘6                                                                                         | Полонская волость         |
| 363 | Носково           | деревня | ↘1                                                                                         | Дубровенская волость      |
| 364 | Овинец            | деревня | →0                                                                                         | Дубровенская волость      |
| 365 | Озерцы            | деревня | ↘18                                                                                        | Дубровенская волость      |
| 366 | Олтухово          | деревня | ↘3                                                                                         | Полонская волость         |
| 367 | Ольхово           | деревня | ↘4                                                                                         | Славковская волость       |
| 368 | Опоки             | деревня | ↘23                                                                                        | Дубровенская волость      |
| 369 | Опочно            | деревня | ↘8                                                                                         | Полонская волость         |
| 370 | Осечище           | деревня | ↘9                                                                                         | Полонская волость         |
| 371 | Осиновичи         | деревня | ↘2                                                                                         | Славковская волость       |
| 372 | Оснюги            | деревня | →0                                                                                         | Славковская волость       |
| 373 | Осташево          | деревня | →1                                                                                         | Славковская волость       |
| 374 | Острицы           | деревня | →0                                                                                         | Полонская волость         |
| 375 | Острова           | деревня | ↘16                                                                                        | Полонская волость         |
| 376 | Павлиха           | деревня | ↘4                                                                                         | Славковская волость       |
| 377 | Павы              | село    | ↘533                                                                                       | Дубровенская волость      |
| 378 | Пальцево          | деревня | ↘9                                                                                         | Полонская волость         |
| 379 | Паникша           | деревня | ↘59                                                                                        | Полонская волость         |
| 380 | Патокино          | деревня | ↘10                                                                                        | Полонская волость         |
| 381 | Переровно         | деревня | ↘13                                                                                        | Славковская волость       |
| 382 | Пески             | деревня | ↘10                                                                                        | Дубровенская волость      |
| 383 | Пески Бороздины   | деревня | ↘8                                                                                         | Дубровенская волость      |
| 384 | Пески Крекшины    | деревня | ↘26                                                                                        | Дубровенская волость      |
| 385 | Пески Оржаны      | деревня | ↘7                                                                                         | Дубровенская волость      |
| 386 | Пестово           | деревня | →0                                                                                         | Полонская волость         |
| 387 | Песчанка          | деревня | ↘34                                                                                        | Дубровенская волость      |
| 388 | Петриково         | деревня | ↘5                                                                                         | Славковская волость       |
| 389 | Петрово           | деревня | →0                                                                                         | Славковская волость       |
| 390 | Печково           | деревня | ↘10                                                                                        | Славковская волость       |
| 391 | Пещивицы          | деревня | ↘8                                                                                         | Славковская волость       |
| 392 | Платаново         | деревня | ↘2                                                                                         | Славковская волость       |
| 393 | Плешково          | деревня | →0                                                                                         | Славковская волость       |
| 394 | Плосково          | деревня | ↗1                                                                                         | Полонская волость         |
| 395 | Плотишно          | деревня | ↘5                                                                                         | Полонская волость         |
| 396 | Плоха             | деревня | ↘2                                                                                         | Славковская волость       |
| 397 | Погиблово         | деревня | ↘6                                                                                         | Славковская волость       |
| 398 | Погорелка         | деревня | ↘0                                                                                         | Славковская волость       |
| 399 | Погорелка         | деревня | ↘0                                                                                         | Славковская волость       |
| 400 | Подберезно        | деревня | ↘3                                                                                         | Славковская волость       |
| 401 | Подвишенье        | деревня | ↘0                                                                                         | Славковская волость       |
| 402 | Подгорье          | деревня | ↘0                                                                                         | Славковская волость       |
| 403 | Поддубница        | деревня | ↘12                                                                                        | Славковская волость       |
| 404 | Поддубье          | деревня | ↘10                                                                                        | Дубровенская волость      |
| 405 | Поддубье          | деревня | ↘7                                                                                         | Полонская волость         |
| 406 | Подзнои           | деревня | →0                                                                                         | Славковская волость       |
| 407 | Подзорово         | деревня | ↘3                                                                                         | Славковская волость       |
| 408 | Подлипно          | деревня | →0                                                                                         | Славковская волость       |
| 409 | Подмошье          | деревня | ↘3                                                                                         | Дубровенская волость      |
| 410 | Подоклинье        | деревня | ↘12                                                                                        | Дубровенская волость      |
| 411 | Подоклинье        | село    | ↗125                                                                                       | Дубровенская волость      |
| 412 | Подоклинье        | деревня | ↘25                                                                                        | Славковская волость       |
| 413 | Подсадье          | деревня | ↘1                                                                                         | Славковская волость       |
| 414 | Подсевы           | деревня | ↘120                                                                                       | Славковская волость       |
| 415 | Подсухи           | деревня | ↘12                                                                                        | Славковская волость       |
| 416 | Пожни             | деревня | →0                                                                                         | Славковская волость       |
| 417 | Позолотино        | деревня | ↘3                                                                                         | Славковская волость       |
| 418 | Полоное           | деревня | ↗1623                                                                                      | Полонская волость         |
| 419 | Полянка           | деревня | ↘0                                                                                         | Славковская волость       |
| 420 | Поляны            | деревня | ↘0                                                                                         | Полонская волость         |
| 421 | Попадинка         | деревня | ↘459                                                                                       | Полонская волость         |
| 422 | Порхов            | город   | ↘7309                                                                                      | Порхов                    |
| 423 | Похново           | деревня | ↘4                                                                                         | Славковская волость       |
| 424 | Почепово          | деревня | ↘7                                                                                         | Дубровенская волость      |
| 425 | Прудец            | деревня | ↘0                                                                                         | Дубровенская волость      |
| 426 | Пруссы            | деревня | ↘12                                                                                        | Полонская волость         |
| 427 | Пугино            | деревня | ↘2                                                                                         | Полонская волость         |
| 428 | Пуково            | деревня | ↘81                                                                                        | Славковская волость       |
| 429 | Пустой Бор        | деревня | ↘8                                                                                         | Славковская волость       |
| 430 | Пустошка          | деревня | ↘2                                                                                         | Славковская волость       |
| 431 | Путилово          | деревня | ↘19                                                                                        | Дубровенская волость      |
| 432 | Пущеницы          | деревня | →0                                                                                         | Славковская волость       |
| 433 | Пятчино           | деревня | ↗11                                                                                        | Дубровенская волость      |
| 434 | Пяшино            | деревня | ↘1                                                                                         | Славковская волость       |
| 435 | Радилово          | деревня | ↘16                                                                                        | Дубровенская волость      |
| 436 | Раково            | деревня | ↘25                                                                                        | Полонская волость         |
| 437 | Раково            | деревня | →1                                                                                         | Славковская волость       |
| 438 | Рассадники        | деревня | ↘12                                                                                        | Славковская волость       |
| 439 | Репшено           | деревня | ↘0                                                                                         | Славковская волость       |
| 440 | Рисково           | деревня | ↘3                                                                                         | Полонская волость         |
| 441 | Рогачево          | деревня | ↘6                                                                                         | Дубровенская волость      |
| 442 | Рогихино          | деревня | ↘11                                                                                        | Славковская волость       |
| 443 | Рожнево           | деревня | →0                                                                                         | Славковская волость       |
| 444 | Рожницкое Заречье | деревня | ↘3                                                                                         | Славковская волость       |
| 445 | Ростани           | деревня | ↘6                                                                                         | Полонская волость         |
| 446 | Рык               | деревня | ↘4                                                                                         | Дубровенская волость      |
| 447 | Рысцево           | деревня | ↘34                                                                                        | Славковская волость       |
| 448 | Рытицы            | деревня | ↘12                                                                                        | Полонская волость         |
| 449 | Сакирино          | деревня | ↘6                                                                                         | Славковская волость       |
| 450 | Свиная Горка      | деревня | →1                                                                                         | Полонская волость         |
| 451 | Селище            | деревня | ↘26                                                                                        | Полонская волость         |
| 452 | Селище            | деревня | ↗2                                                                                         | Славковская волость       |
| 453 | Селы              | деревня | ↘0                                                                                         | Славковская волость       |
| 454 | Сивково           | деревня | ↘1                                                                                         | Дубровенская волость      |
| 455 | Симоново          | деревня | →14                                                                                        | Славковская волость       |
| 456 | Ситовичи          | деревня | →0                                                                                         | Славковская волость       |
| 457 | Скрипово          | деревня | ↘57                                                                                        | Славковская волость       |
| 458 | Славковичи        | село    | ↘757                                                                                       | Славковская волость       |
| 459 | Славницы          | деревня | ↘3                                                                                         | Полонская волость         |
| 460 | Слобода           | деревня | ↘12                                                                                        | Славковская волость       |
| 461 | Слобода           | деревня | →0                                                                                         | Славковская волость       |
| 462 | Смена             | деревня | ↘9                                                                                         | Дубровенская волость      |
| 463 | Смоленец          | деревня | ↘12                                                                                        | Полонская волость         |
| 464 | Сопка             | деревня | ↘1                                                                                         | Полонская волость         |
| 465 | Сопша             | деревня | ↗8                                                                                         | Полонская волость         |
| 466 | Сосново           | деревня | ↘9                                                                                         | Славковская волость       |
| 467 | Сосновый Бор      | деревня | ↘85                                                                                        | Полонская волость         |
| 468 | Сосонье           | деревня | ↘33                                                                                        | Славковская волость       |
| 469 | Спасское Заречье  | деревня | ↘1                                                                                         | Славковская волость       |
| 470 | Старище           | деревня | ↘4                                                                                         | Полонская волость         |
| 471 | Старые Буриги     | деревня | ↘22                                                                                        | Полонская волость         |
| 472 | Степаново         | деревня | ↘2                                                                                         | Славковская волость       |
| 473 | Степерино         | деревня | ↘23                                                                                        | Дубровенская волость      |
| 474 | Степково          | деревня | ↘3                                                                                         | Дубровенская волость      |
| 475 | Столыпино         | деревня | ↘27                                                                                        | Славковская волость       |
| 476 | Страшницы         | деревня | ↘6                                                                                         | Полонская волость         |
| 477 | Струково          | деревня | ↘5                                                                                         | Полонская волость         |
| 478 | Студенец          | деревня | ↘10                                                                                        | Дубровенская волость      |
| 479 | Сумско            | деревня | ↘17                                                                                        | Славковская волость       |
| 480 | Сухлово           | деревня | ↘11                                                                                        | Дубровенская волость      |
| 481 | Теребушино        | деревня | ↘26                                                                                        | Дубровенская волость      |
| 482 | Терептино         | деревня | ↘30                                                                                        | Славковская волость       |
| 483 | Тереховка         | деревня | ↘4                                                                                         | Славковская волость       |
| 484 | Тетерино          | деревня | Получено слишком много сущностей из Викиданные. Количество загруженных сущностей: 500/500. | Славковская волость       |
| 485 | Тимоново          | деревня | Получено слишком много сущностей из Викиданные. Количество загруженных сущностей: 500/500. | Полонская волость         |
| 486 | Тимохово          | деревня | Получено слишком много сущностей из Викиданные. Количество загруженных сущностей: 500/500. | Славковская волость       |
| 487 | Тимошихино        | деревня | Получено слишком много сущностей из Викиданные. Количество загруженных сущностей: 500/500. | Славковская волость       |
| 488 | Тинеи             | деревня | Получено слишком много сущностей из Викиданные. Количество загруженных сущностей: 500/500. | Славковская волость       |
| 489 | Тишенка           | деревня | Получено слишком много сущностей из Викиданные. Количество загруженных сущностей: 500/500. | Полонская волость         |
| 490 | Тосницы           | деревня | Получено слишком много сущностей из Викиданные. Количество загруженных сущностей: 500/500. | Славковская волость       |
| 491 | Тосныборки        | деревня | Получено слишком много сущностей из Викиданные. Количество загруженных сущностей: 500/500. | Полонская волость         |
| 492 | Травино           | деревня | Получено слишком много сущностей из Викиданные. Количество загруженных сущностей: 500/500. | Славковская волость       |
| 493 | Требеха           | деревня | Получено слишком много сущностей из Викиданные. Количество загруженных сущностей: 500/500. | Полонская волость         |
| 494 | Требешница        | деревня | Получено слишком много сущностей из Викиданные. Количество загруженных сущностей: 500/500. | Полонская волость         |
| 495 | Тригорша          | деревня | Получено слишком много сущностей из Викиданные. Количество загруженных сущностей: 500/500. | Полонская волость         |
| 496 | Трофимово         | деревня | Получено слишком много сущностей из Викиданные. Количество загруженных сущностей: 500/500. | Славковская волость       |
| 497 | Туготино          | деревня | Получено слишком много сущностей из Викиданные. Количество загруженных сущностей: 500/500. | Славковская волость       |
| 498 | Турицы            | деревня | Получено слишком много сущностей из Викиданные. Количество загруженных сущностей: 500/500. | Славковская волость       |
| 499 | Турково           | деревня | Получено слишком много сущностей из Викиданные. Количество загруженных сущностей: 500/500. | Славковская волость       |
| 500 | Турово            | деревня | Получено слишком много сущностей из Викиданные. Количество загруженных сущностей: 500/500. | Полонская волость         |
| 501 | Углы              | деревня | Получено слишком много сущностей из Викиданные. Количество загруженных сущностей: 500/500. | Полонская волость         |
| 502 | Угориха           | деревня | Получено слишком много сущностей из Викиданные. Количество загруженных сущностей: 500/500. | Славковская волость       |
| 503 | Удоха             | деревня | Получено слишком много сущностей из Викиданные. Количество загруженных сущностей: 500/500. | Дубровенская волость      |
| 504 | Уза               | деревня | Получено слишком много сущностей из Викиданные. Количество загруженных сущностей: 500/500. | Дубровенская волость      |
| 505 | Уза               | деревня | Получено слишком много сущностей из Викиданные. Количество загруженных сущностей: 500/500. | Полонская волость         |
| 506 | Узлово            | деревня | Получено слишком много сущностей из Викиданные. Количество загруженных сущностей: 500/500. | Полонская волость         |
| 507 | Укреть            | деревня | Получено слишком много сущностей из Викиданные. Количество загруженных сущностей: 500/500. | Полонская волость         |
| 508 | Усадище           | деревня | Получено слишком много сущностей из Викиданные. Количество загруженных сущностей: 500/500. | Славковская волость       |
| 509 | Усадище           | деревня | Получено слишком много сущностей из Викиданные. Количество загруженных сущностей: 500/500. | Славковская волость       |
| 510 | Ушарнево          | деревня | Получено слишком много сущностей из Викиданные. Количество загруженных сущностей: 500/500. | Славковская волость       |
| 511 | Федково           | деревня | Получено слишком много сущностей из Викиданные. Количество загруженных сущностей: 500/500. | Полонская волость         |
| 512 | Федово            | деревня | Получено слишком много сущностей из Викиданные. Количество загруженных сущностей: 500/500. | Дубровенская волость      |
| 513 | Федово            | деревня | Получено слишком много сущностей из Викиданные. Количество загруженных сущностей: 500/500. | Славковская волость       |
| 514 | Федотино          | деревня | Получено слишком много сущностей из Викиданные. Количество загруженных сущностей: 500/500. | Полонская волость         |
| 515 | Федотово          | деревня | Получено слишком много сущностей из Викиданные. Количество загруженных сущностей: 500/500. | Славковская волость       |
| 516 | Феклистово        | деревня | Получено слишком много сущностей из Викиданные. Количество загруженных сущностей: 500/500. | Славковская волость       |
| 517 | Фишиха            | деревня | Получено слишком много сущностей из Викиданные. Количество загруженных сущностей: 500/500. | Славковская волость       |
| 518 | Флорево           | деревня | Получено слишком много сущностей из Викиданные. Количество загруженных сущностей: 500/500. | Славковская волость       |
| 519 | Фомкина Гора      | деревня | Получено слишком много сущностей из Викиданные. Количество загруженных сущностей: 500/500. | Полонская волость         |
| 520 | Фролово           | деревня | Получено слишком много сущностей из Викиданные. Количество загруженных сущностей: 500/500. | Полонская волость         |
| 521 | Харижи            | деревня | Получено слишком много сущностей из Викиданные. Количество загруженных сущностей: 500/500. | Славковская волость       |
| 522 | Харино            | деревня | Получено слишком много сущностей из Викиданные. Количество загруженных сущностей: 500/500. | Славковская волость       |
| 523 | Хилово            | деревня | Получено слишком много сущностей из Викиданные. Количество загруженных сущностей: 500/500. | Славковская волость       |
| 524 | Хлипицы           | деревня | Получено слишком много сущностей из Викиданные. Количество загруженных сущностей: 500/500. | Славковская волость       |
| 525 | Хлуполово         | деревня | Получено слишком много сущностей из Викиданные. Количество загруженных сущностей: 500/500. | Славковская волость       |
| 526 | Хозяиново         | деревня | Получено слишком много сущностей из Викиданные. Количество загруженных сущностей: 500/500. | Славковская волость       |
| 527 | Холомки           | деревня | Получено слишком много сущностей из Викиданные. Количество загруженных сущностей: 500/500. | Полонская волость         |
| 528 | Хохловы Горки     | деревня | Получено слишком много сущностей из Викиданные. Количество загруженных сущностей: 500/500. | Дубровенская волость      |
| 529 | Хрычково          | деревня | Получено слишком много сущностей из Викиданные. Количество загруженных сущностей: 500/500. | Полонская волость         |
| 530 | Хударево          | деревня | Получено слишком много сущностей из Викиданные. Количество загруженных сущностей: 500/500. | Славковская волость       |
| 531 | Царево            | деревня | Получено слишком много сущностей из Викиданные. Количество загруженных сущностей: 500/500. | Славковская волость       |
| 532 | Цвигозово         | деревня | Получено слишком много сущностей из Викиданные. Количество загруженных сущностей: 500/500. | Славковская волость       |
| 533 | Червищи           | деревня | Получено слишком много сущностей из Викиданные. Количество загруженных сущностей: 500/500. | Дубровенская волость      |
| 534 | Через-Межник      | деревня | Получено слишком много сущностей из Викиданные. Количество загруженных сущностей: 500/500. | Славковская волость       |
| 535 | Чернея            | деревня | Получено слишком много сущностей из Викиданные. Количество загруженных сущностей: 500/500. | Полонская волость         |
| 536 | Чёрное-Захонье    | деревня | Получено слишком много сущностей из Викиданные. Количество загруженных сущностей: 500/500. | Полонская волость         |
| 537 | Черноречье        | деревня | Получено слишком много сущностей из Викиданные. Количество загруженных сущностей: 500/500. | Полонская волость         |
| 538 | Шанево            | деревня | Получено слишком много сущностей из Викиданные. Количество загруженных сущностей: 500/500. | Славковская волость       |
| 539 | Шахново           | деревня | Получено слишком много сущностей из Викиданные. Количество загруженных сущностей: 500/500. | Славковская волость       |
| 540 | Шевницы           | деревня | Получено слишком много сущностей из Викиданные. Количество загруженных сущностей: 500/500. | Полонская волость         |
| 541 | Шелешни           | деревня | Получено слишком много сущностей из Викиданные. Количество загруженных сущностей: 500/500. | Славковская волость       |
| 542 | Шемякино          | деревня | Получено слишком много сущностей из Викиданные. Количество загруженных сущностей: 500/500. | Славковская волость       |
| 543 | Шилово            | деревня | Получено слишком много сущностей из Викиданные. Количество загруженных сущностей: 500/500. | Полонская волость         |
| 544 | Шилы              | деревня | Получено слишком много сущностей из Викиданные. Количество загруженных сущностей: 500/500. | Дубровенская волость      |
| 545 | Шитиково          | деревня | Получено слишком много сущностей из Викиданные. Количество загруженных сущностей: 500/500. | Славковская волость       |
| 546 | Шишняково         | деревня | Получено слишком много сущностей из Викиданные. Количество загруженных сущностей: 500/500. | Дубровенская волость      |
| 547 | Шляпово           | деревня | Получено слишком много сущностей из Викиданные. Количество загруженных сущностей: 500/500. | Дубровенская волость      |
| 548 | Шмойлово          | деревня | Получено слишком много сущностей из Викиданные. Количество загруженных сущностей: 500/500. | Славковская волость       |
| 549 | Шумаи             | деревня | Получено слишком много сущностей из Викиданные. Количество загруженных сущностей: 500/500. | Славковская волость       |
| 550 | Щенец             | деревня | Получено слишком много сущностей из Викиданные. Количество загруженных сущностей: 500/500. | Полонская волость         |
| 551 | Щерепицы          | деревня | Получено слишком много сущностей из Викиданные. Количество загруженных сущностей: 500/500. | Полонская волость         |
| 552 | Щерино            | деревня | Получено слишком много сущностей из Викиданные. Количество загруженных сущностей: 500/500. | Славковская волость       |
| 553 | Щучно             | деревня | Получено слишком много сущностей из Викиданные. Количество загруженных сущностей: 500/500. | Славковская волость       |
| 554 | Эскино            | деревня | Получено слишком много сущностей из Викиданные. Количество загруженных сущностей: 500/500. | Славковская волость       |
| 555 | Юрино             | деревня | Получено слишком много сущностей из Викиданные. Количество загруженных сущностей: 500/500. | Славковская волость       |
| 556 | Ядреево           | деревня | Получено слишком много сущностей из Викиданные. Количество загруженных сущностей: 500/500. | Дубровенская волость      |
| 557 | Язвище            | деревня | Получено слишком много сущностей из Викиданные. Количество загруженных сущностей: 500/500. | Полонская волость         |
| 558 | Язовки            | деревня | Получено слишком много сущностей из Викиданные. Количество загруженных сущностей: 500/500. | Дубровенская волость      |
| 559 | Ямкино            | деревня | Получено слишком много сущностей из Викиданные. Количество загруженных сущностей: 500/500. | Дубровенская волость      |
| 560 | Ясно              | деревня | Получено слишком много сущностей из Викиданные. Количество загруженных сущностей: 500/500. | Полонская волость         |

## Муниципально-территориальное устройство
С апреля 2015 года в состав Порховского района входит 4 муниципальных образования, в том числе: 1 городское и 3 сельских поселения (волости):
| № | Муниципальное образование | Статус МО | Административный центр | Количество населённых пунктов | Население                                                                                  | Площадь, км² |
| - | ------------------------- | --------- | ---------------------- | ----------------------------- | ------------------------------------------------------------------------------------------ | ------------ |
| 1 | Порхов                    | ГП        | город Порхов           | 1                             | ↘7309                                                                                      | 28,4         |
| 2 | Дубровенская волость      | СП        | деревня Боровичи       | 135                           | Получено слишком много сущностей из Викиданные. Количество загруженных сущностей: 500/500. | 893,0        |
| 3 | Полонская волость         | СП        | деревня Попадинка      | 142                           | Получено слишком много сущностей из Викиданные. Количество загруженных сущностей: 500/500. | 833,1        |
| 4 | Славковская волость       | СП        | село Славковичи        | 282                           | Получено слишком много сущностей из Викиданные. Количество загруженных сущностей: 500/500. | 1418,1       |

### История муниципального устройства
В 2005 году в составе Порховского района были образованы 14 муниципальных образований, в том числе 1 городкое и 13 сельских поселений:(Областной закон от 28 февраля 2005 года № 420-ОЗ)
Муниципальные образования в 2005—2010 гг.
| №  | Муниципальное образование | Статус МО | Административный центр |
| -- | ------------------------- | --------- | ---------------------- |
| 1  | Порхов                    | ГП        | город Порхов           |
| 2  | Березовская волость       | СП        | деревня Берёза         |
| 3  | Верхнемостская волость    | СП        | село Верхний Мост      |
| 4  | Демянская волость         | СП        | деревня Боровичи       |
| 5  | Дубровенская волость      | СП        | деревня Дубровно       |
| 6  | Зареченская волость       | СП        | деревня Молочище       |
| 7  | Красноармейская волость   | СП        | деревня Попадинка      |
| 8  | Логовинская волость       | СП        | деревня Логовино       |
| 9  | Митрофановская волость    | СП        | деревня Тинеи          |
| 10 | Павская волость           | СП        | село Павы              |
| 11 | Полонская волость         | СП        | деревня Полоное        |
| 12 | Славковская волость       | СП        | село Славковичи        |
| 13 | Туготинская волость       | СП        | деревня Туготино       |
| 14 | Туровская волость         | СП        | деревня Турово         |

На референдуме 11 октября 2009 год было поддержано объединение ряда волостей района: Павской и Березовской, Демянской и Дубровенской, Зареченской и Туготинской, Красноармейской и Туровской, Славковской и Митрофановской.
Согласно Областному Закону № 984-ОЗ от 3 июня 2010 года и новой редакцией Областного Закона «Об установлении границ и статусе вновь образуемых муниципальных образований на территории Псковской области» на территории района было образовано 9 муниципальных образований: 8 сельских поселений (волостей) и 1 городское поселение. Таким образом, в 2010 году были упразднены следующие волости: Березовская (в пользу Павской); Демянская (в пользу Дубровенской); Зареченская (в пользу Туготинской); Туровская (в пользу Красноармейской); Митрофановская (в пользу Славковской).
Муниципальные образования в 2010—2015 гг.
| № | Муниципальное образование | Статус МО | Административный центр | Количество населённых пунктов | Население | Площадь, км² |
| - | ------------------------- | --------- | ---------------------- | ----------------------------- | --------- | ------------ |
| 1 | Порхов                    | ГП        | город Порхов           | 1                             | 9336      |              |
| 2 | Верхнемостская волость    | СП        | деревня Верхний Мост   | 79                            | 756       |              |
| 3 | Дубровенская волость      | СП        | деревня Боровичи       | 92                            | 1181      |              |
| 4 | Красноармейская волость   | СП        | деревня Попадинка      | 72                            | 1491      |              |
| 5 | Логовинская волость       | СП        | деревня Логовино       | 42                            | 940       |              |
| 6 | Павская волость           | СП        | село Павы              | 43                            | 884       |              |
| 7 | Полонская волость         | СП        | деревня Полоное        | 28                            | 1762      |              |
| 8 | Славковская волость       | СП        | село Славковичи        | 139                           | 1553      |              |
| 9 | Туготинская волость       | СП        | деревня Туготино       | 64                            | 993       |              |

## Экономика
Объём отгруженных товаров собственного производства, в обрабатывающих производствах (2011 г.) составил 1,05 млрд руб.

## Транспорт
Через район проходит железнодорожная линия «Бологое—Псков» Октябрьской железной дороги.

## Культура
В деревне Федково Порховского района располагается «детская деревня», проект по реабилитации детей-инвалидов.

### Порхов
- Дом культуры
- Кинотеатр «Родина»

## Достопримечательности
- город Порхов — Порховская крепость, храмы, памятники
- деревня Волышово — барская усадьба и парк
- Красуха — памятник «Скорбящая псковитянка»
- Никандрова пустынь
- Хилово — известный на Северо-Западе России курорт
- село Холомки — усадьба А. Г. Гагарина.

### Храмы
- Святителя Николая Чудотворца в деревне Верхний мост (построена в 1678 г.; действующая).
- Покрова Пресвятой Богородицы в селе Павы. Построена в 1766 году, помещиком Д.И Крекшиным. Действующая.
- Благовещения в деревне Опоки Демянской волости (построена в 1772 г.; вероятно, помещиками Карамышевами, т. к рядом с церковью находится их родовой склеп). Действующая.
- Спаса Преображения в селе Александрово Логовинской волости. Построена в 1791 году, помещиком Александром Ивановичем Корсаковым. Ротондальный храм с портиками. Находится в разрушающемся состоянии.
- Покрова Пресвятой Богородицы в д. Жаборы Туготинской волости. Построена помещиком Лавровым в 1792 году. Действующая.
- Храм Вознесения Господня в дер. Бельское Устье Красноармейской волости (построена в 1796 г. помещиком Артамоном Осиповичем Кожиным, как родовая усыпальница в греко-византийском стиле. Аналогов в Псковской области не имеет. Возможно, возведена по проекту арх. И. Е Старова или его учеников. Полуразрушена в 1960-е гг., в последнее время частично восстановлена.
- Вознесения Господня в Горомулино (построена в 1796 г. помещиком Н. С. Пантелеевым).
- Успения Пресвятой Богородицы в селе Славковичи (построена в 1810—1811 гг. на средства прихожан; действующая).
- Спаса Преображения в селе Волышово (построена в 1813 г. кн. Василием Васильчиковым как вотчинная церковь).
- Богоявления Господня в селе Подоклинье Демянской волости (построена в 1861 г., по одним архивным данным помещиком И.Ф Путилиным, по другим — помещиком А. Н. Бороздиным (Путилины и Бороздины владели разными частями села); действующая).
- Грузинской иконы Богоматери д. Хохловы Горки Дубровинской волости (построена в 1895 г.; единственная сохранившаяся деревянная церковь дореволюционной постройки).
- Спаса Преображения в д. Слобода Митрофановской волости (построена в XVI в.; сохранились лишь стены).

## СМИ
- Порховский Вестник — еженедельная районная газета.